# Lutzomyia ratcliffei
Lutzomyia ratcliffei är en tvåvingeart som beskrevs av Arias J. R., Ready P. D., Freitas R. A. 1983. Lutzomyia ratcliffei ingår i släktet Lutzomyia och familjen fjärilsmyggor. Inga underarter finns listade i Catalogue of Life.